# Gransjön (Björnlunda socken, Södermanland)
Gransjön är en sjö i Gnesta kommun i Södermanland och ingår i Trosaåns huvudavrinningsområde.